# Biblioteca Nacional de Laos
La Biblioteca nacional de Laos (en lao: បណ្ណាល័យជាតិកម្ពុជា) es la biblioteca nacional de la República Democrática Popular Lao. Fue establecida en 1956 y se encuentra ubicada en la capital Vientián. Funciona bajo la tutela del Ministerio de Información, Cultura y Turismo de Laos.

## Función y organización
La Biblioteca Nacional de Laos tiene la misión de preservar el patrimonio cultural nacional; fomentar la lectura para el desarrollo; y promover la excelencia organizacional para construir una sociedad del conocimiento para los laosianos.
Entre sus principales objetivos:   
- Adquirir, preservar y desarrollar conocimiento donde se refleje y preserve la historia, la cultura y la sociedad de Laos.

- Mejorar el acceso público a colecciones y servicios de la Biblioteca, especialmente a través de la creación de una "Biblioteca Digital", para permitir un acceso más equitativo e inclusivo a la información en línea, mejorar los medios de vida económicos, educativos, de salud y sociales de la gente de Laos, incluidos todos los grupos étnicos e internacionales y apoyar el aprendizaje permanente y el desarrollo de una sociedad del conocimiento.

- Promover el aprendizaje profesional del personal de la Biblioteca y las oportunidades de desarrollo para aumentar las habilidades, el conocimiento y la experiencia del personal.

- Fortalecer la infraestructura de la biblioteca relacionada con el personal, la legislación, los sistemas y procesos de gestión de contenido para mejorar la calidad de los servicios de biblioteca e información.

- Aumentar la conciencia de la importancia y los beneficios de la lectura para los niños en edad escolar primaria en la provincia de Vientián. Y aumentar su acceso a los recursos de lectura a través de servicios de divulgación de la biblioteca móvil para fomentar la lectura por placer.

- Mejorar la capacidad del personal de la biblioteca en las provincias de todo el país, apoyándolos para ofrecer servicios de bibliotecas públicas y escolares de mejor calidad en sus comunidades.[2]

La Biblioteca Nacional de Laos depende de la dirección del Departamento de Publicaciones del Ministerio de Información, Cultura y Turismo.
Trabaja en cooperación con la Asociación de Bibliotecas de Laos, otros departamentos y ministerios del gobierno de Laos, editoriales, gobiernos extranjeros y ONG, empresas y miembros de la comunidad para promover los beneficios de la lectura y aumentar la comprensión pública del papel de las bibliotecas en todo el país.
Se desempeñan 39 empleados, incluidas 21 mujeres. 
La Biblioteca se compone por un director, cuatro subdirectores y seis secciones, cada una administrada por un jefe de sección.

## Historia
La Biblioteca Nacional de Laos se inauguró oficialmente en 1956 dependiente del Departamento de Bellas Artes del Ministerio de Educación.
Después de la Liberación Nacional en 1975, el nombre de la Biblioteca fue cambiado a Dirección de Bibliotecas, Museos y Arqueología bajo el mismo ministerio. En 1983, la Biblioteca estaba bajo la tutela del Departamento de Cultura Pública del Ministerio de Información y Cultura y se encontraba en el mismo edificio que el Museo Revolucionario.
En 1985, la Biblioteca se mudó frente a la Fuente de Namphu en el centro de Vientián. Desde 1997, la Biblioteca ha funcionado como la Biblioteca Nacional de Laos.
Entre 2013 y 2016, se construyó un nuevo edificio principal en Vientián. En 2016, la Biblioteca Nacional se muda a un nuevo edificio de cuatro pisos cerca del Museo Kaysone Phomvihane, aproximadamente 6 km al norte de su ubicación anterior, cerca del nuevo Museo Nacional y de la Universidad Nacional de Laos, la inauguración oficial fue realizada el 29 de diciembre de 2016.

## Colecciones
La Biblioteca Nacional mantiene una colección física de libros, diarios, revistas, periódicos, música, instrumentos musicales, mapas, manuscritos y obras inéditas. También se compromete a construir sus colecciones digitales para que sean más accesibles para un público más amplio.
- Colecciones de libros: La colección de libros de la Biblioteca incluye libros en idioma lao, así como colecciones en inglés, francés, tailandés, vietnamita, coreano, japonés y ruso. El desarrollo de la colección de libros en idioma laosiano es una de las principales prioridades de la Biblioteca Nacional.

- Colección Infantil: La colección de libros para niños incluye libros ilustrados en idioma lao, así como una variedad de libros ilustrados en inglés, francés, tailandés y japonés. La prioridad para la Biblioteca es la construcción de la colección de idiomas para niños laosianos, pero está abierta a aceptar donaciones de libros infantiles en idiomas extranjeros, especialmente en inglés.

- Colección Manuscritos en hojas de palma (Bailan): La Biblioteca Nacional tiene una colección de más de 1500 manuscritos de hoja de palma, algunos de los cuales datan de más de 400 años y abarcan temas que van desde el derecho, la medicina, la filosofía y la religión hasta los cuentos populares. Se pueden conocer y consultar a través de la Biblioteca Digital de Manuscritos de Laos.[9]

- Colección de música tradicional: La Biblioteca Nacional estableció los Archivos de Música Tradicional en Laos en 1999. Con este proyecto se creó una colección de más de 3000 grabaciones de audio, casi 100 horas de grabaciones de video, así como fotografías, entrevistas, transcripciones, dibujos, instrumentos musicales y entrevistas de veinticinco grupos étnicos diferentes en Laos. Además, posee una colección de más de 900 discos LP de música internacional contemporánea y discursos de figuras públicas de la era soviética y una selección de música contemporánea de Laos en formatos analógicos y digitales.[10]

- Colección de libros raros de Indochina: Mantiene una colección de más de 4000 libros y diarios raros del período francés de Indochina (circa 1870-1954). Estos libros y revistas están predominantemente en francés e incluyen una gran cantidad de fotografías, litografías e ilustraciones. Esta colección proporciona una visión rara y única de la vida en Laos durante el período colonial.

- Colección cartográfica; Posee una colección de más de 200 mapas, planos y diagramas relacionados con Laos, sus provincias y la ciudad de Vientián, algunos de los cuales datan del período colonial francés.

## Servicios
Entre sus diferentes servicios especializados se pueden encontrar: 
La creación y desarrollo de la Bibliografía Nacional laosiana desde 1975.
Es el Centro Nacional de ISBN del país, otorga gratuitamente el registro de las nuevas publicaciones. El editor debe contribuir con al menos con tres ejemplares de su publicación a la Biblioteca Nacional. 
La aprobación de la Ley de la Biblioteca Nacional en 2012 establece en el artículo 17 que la Biblioteca Nacional debe almacenar copias del material depositado de conformidad con las disposiciones de esa ley. 

### Participación de la comunidad
Durante los últimos años, la Biblioteca Nacional de Laos se comprometió activamente con la comunidad para mejorar los resultados de alfabetización en Laos.
Cada año, promueve los beneficios de la lectura a través de diferentes eventos y actividades como el Día Internacional del Niño (1 de junio) y del Día Internacional de la Alfabetización (8 de septiembre). En esas fechas el realiza actividades para niños que incluyen espectáculos de títeres, narración de cuentos, concursos de dibujos y otros juegos que alientan a los niños a leer por placer.
La Biblioteca Nacional aumenta la conciencia de la comunidad sobre la lectura a través de servicios de extensión de la biblioteca móvil en las escuelas, proporcionando acceso a recursos de lectura para estudiantes de primaria en áreas remotas de Laos. Estos servicios de biblioteca móvil incluyen autobuses de libros, cajas de libros y mochilas especialmente realizadas. La Biblioteca ha entregado con éxito más de 7500 cajas de libros o "Bibliotecas portátiles" a las aldeas remotas de Laos.

## Biblioteca Digital de Manuscritos de Laos
A partir de octubre de 2007, la biblioteca ha colaborado con la Universidad de Passau y la Biblioteca Estatal de Berlín (Staatsbibliothek zu Berlin Preußischer Kulturbesitz) para crear la Biblioteca Digital de Manuscritos de Laos (ໂຄງ ການ ຫໍ ສະ ໝຸດ ດິ ຈິ ຕ ອ ລ ໜັງ ສື ໃບ ລານ ລາວ). El gobierno de la República Democrática Popular Laos ha otorgado permiso para que la colección de manuscritos sea accesible a través de Internet.
Este sitio web se lanzó en septiembre de 2009. Permite buscar más de 12 000 textos mediante su título, término auxiliar, idioma, secuencia de comandos, categoría, material, ubicación, fecha y número de código. Las aproximadamente 50 000 imágenes de los manuscritos se pueden ver en línea o descargar.
La digitalización directa de los manuscritos guardados en la Biblioteca Nacional de Laos comenzó en enero de 2012 y sus imágenes en color se están agregando al sitio web, reemplazando las imágenes en tonos grises.
Además la Biblioteca Nacional de Laos colabora con la Biblioteca Digital Mundial creada por la UNESCO.